# Physiphora aperta
Physiphora aperta är en tvåvingeart som först beskrevs av Steyskal 1952.  Physiphora aperta ingår i släktet Physiphora och familjen fläckflugor. Inga underarter finns listade i Catalogue of Life.